# Escudo de Ibi

Escudo de Ibi.

El escudo heráldico municipal de Ibi (Alicante) queda organizado de la siguiente forma:

Escudo de forma española. Partido y cortado, en primer y segundo cuartel de plata, una torre de gules ajurada de plata; tercer cuartel, en campo de oro, un perro rampante de sable. En el centro del jefe, escusón en losange con cuatro palos de gules en campo de oro. A derecha e izquierda de la punta, fuera del escudo dos L mayúsculas, de oro. Bajo el escudo y fuera de él, una banda o fimbria de plata, con la leyenda Ibi Regii Patrimonii, en gules. Timbrado de la corona real de España, cerrada, con ocho diademas de las que son visibles cinco".

## Historia
El escudo fue aprobado por Orden de 8 de abril de 1987 de la Consellería de Administración pública, y se publicó en el DOGV núm. 597 de 29 de mayo de 1987.
Se trata de las armas tradicionales de la villa, a las cuales se le añadió el perro en el siglo XVIII, en recuerdo de su lealtad al bando borbónico en la guerra de Sucesión; también hacen referencia a su condición leal, las dos L de los lados.
En el escudo, las dos torres recuerdan los dos castillos que se construyeron durante la dominación árabe, el Vell en el Barranco de los Molinos; y el Vermell, en el cerro de Santa Lucía.
El rombo con las barras amarillas y rojas simbolizan su condición de villa Real, reflejada también en la leyenda escrita en latín en la parte inferior del escudo: IBI REGII PATRIMONII.